# 李察·慕拿·尼路臣
李察·慕拿·尼路臣（丹麥語：Richard Møller Nielsen，1937年8月19日—2014年2月13日）是一名前丹麥足球員及教練。其執教生涯最大成就乃帶領丹麥國家足球隊以黑馬姿態贏得1992年歐洲國家盃。隨後，他亦帶領丹麥以歐洲冠軍身份參與1995年法赫德國王盃，並於決賽擊敗阿根廷，成功奪標。同年，他獲頒一等丹麥旗勳章。

## 榮譽
教練時代：
丹麥國家隊
- 歐洲國家盃冠軍：1992年
- 法赫德國王盃冠軍：1995年

奧丹斯
- 丹麥甲級聯賽冠軍：1977年、1982年
- 丹麥盃冠軍：1983年

個人榮譽
- 《世界足球》雜誌評選為年度最佳教練：1992年